# Doyen de Chester

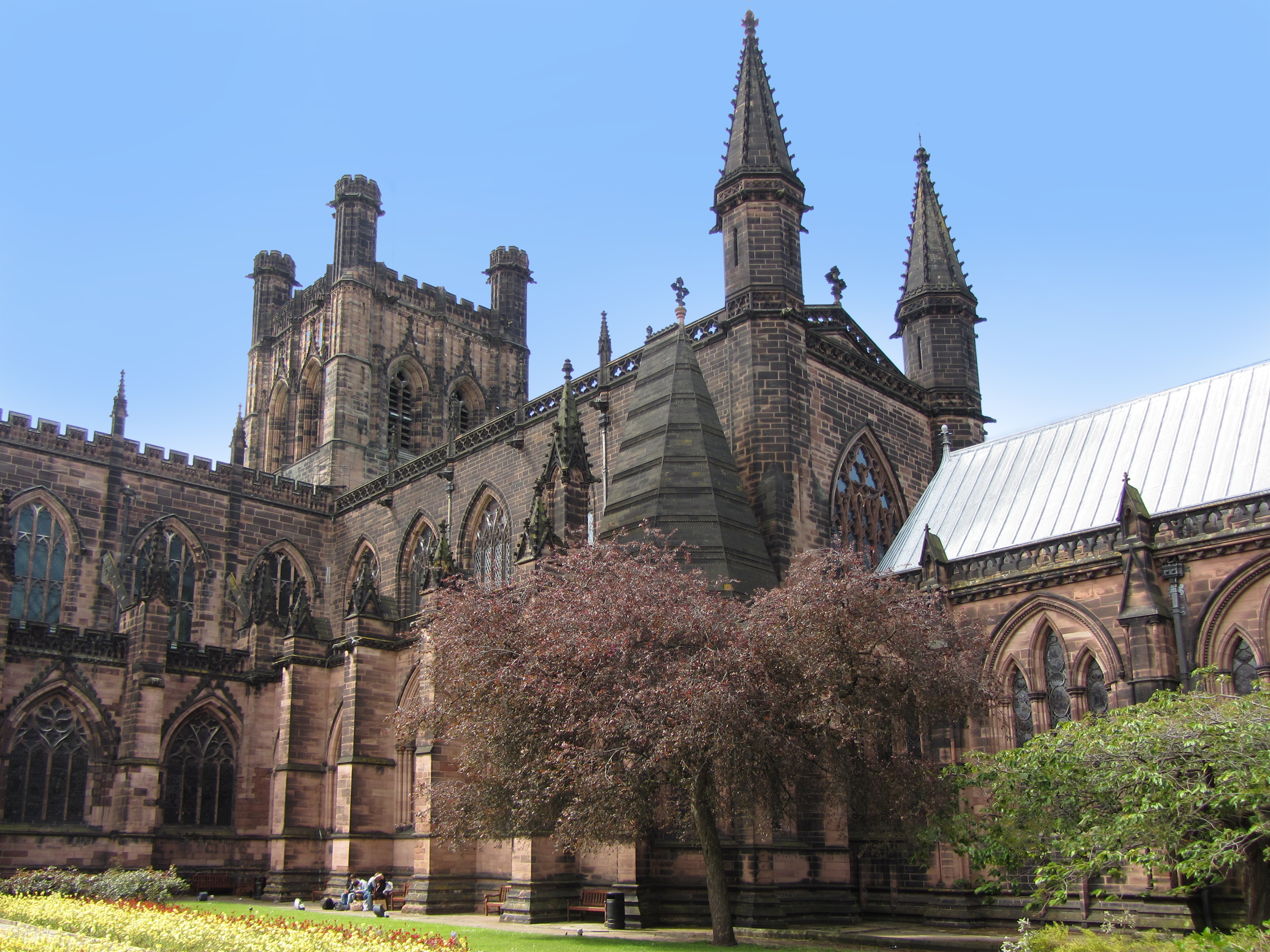
Cathédral de Chester

Le doyen de Chester (Dean of Chester en anglais)  est le président primus inter pares du chapitre de chanoines qui dirige la cathédrale de Chester (Cathedral Church of Christ and the Blessed Virgin Mary). Avant 2000, le poste était dénommé provost, ce qui était alors l'équivalent d'un doyen dans la plupart des cathédrales anglaises. La cathédrale est l'église mère du diocèse de Chester et le siège de l'évêque de Chester.

## Liste des doyens
| - 1541 Thomas Clerk (Premier Doyen de Chester) - 1541–1547 Henry Man (ensuite Évêque de Sodor et Man 1546) - 1547–1558 William Clyff - 1560–1567 Richard Walker - 1567–1572 John Piers (ensuite Doyen de Salisbury 1572) - 1572–1579 Richard Langworth - 1579–1580 Robert Dorset - 1580–1589 Thomas Mawdesley - 1589–1602 John Nutter - 1602–1605 William Barlow (ensuite Évêque de Rochester 1605) - 1605–1607 Henry Parry (ensuite Évêque de Gloucester 1607) - 1607–1644 Thomas Mallory - 1644–1657 William Nichols - 1660–1682 Henry Bridgeman (aussi Évêque Sodor et Man 1671) - 1682–1691 James Arderne - 1691–1718 Lawrence Fogg - 1718–1721 Walter Offley - 1721–1732 Thomas Allen - 1732–1758 Thomas Brooke - 1758–1787 William Smith - 1787–1805 George Cotton | - 1806–1815 Hugh Cholmondeley - 1815-1820 Robert Hodgson (ensuite Doyen de Carlisle 1820) - 1820–1826 Peter Vaughan - 1826–1828 Edward Copleston (ensuite Évêque de Llandaff 1828) - 1828–1831 Henry Phillpotts (ensuite Évêque d'Exeter 1831) - 1831–1839 George Davys (ensuite Évêque de Peterborough 1839) - 1839–1867 Frederick Anson - 1867–1885 John Howson - 1886–1919 John Darby - 1920–1937 Frank Bennett - 1937–1953 Norman Tubbs - 1954–1962 Michael Gibbs - 1963–1977 George Addleshaw - 1978–1986 Ingram Cleasby - 1987–2001 Stephen Smalley - 2002-30 septembre 2017 (ret.) Gordon McPhate |

## Sources
- 'Deans of Chester', Fasti Ecclesiae Anglicanae 1541-1857: volume 11: Carlisle, Chester, Durham, Manchester, Ripon, and Sodor and Man dioceses (2004) accessed 2011-01-24